# Soteriologie
Soteriologie (z řec. σωτηρία sótéria spása) je součástí křesťanské teologie, která se zabývá naukou o spáse.

## Charakteristika
Tím, kdo je původcem spásy, je podle křesťanské víry Ježíš Kristus. Soteriologie se proto snaží odpovědět na otázku, zda je spása (tj. záchrana) člověka z hříchu a pro věčný život s Bohem možná, jaký má pro člověka význam a co je jejím smyslem. Pro toto spojení s Ježíšovou osobou je soteriologie někdy považována též za součást christologie.